# Guillaume IX d'Aquitaine
Pour les articles homonymes, voir Guillaume IX, Guillaume de Poitiers et Guillaume d'Aquitaine.
Guillaume IX d'Aquitaine ou Guillaume VII, comte de Poitou (en occitan Guilhem IX d'Aquitania ou Guilhem de Peitieus), né le 22 octobre 1071, mort le 10 février 1126 à l'âge de cinquante-quatre ans , surnommé depuis le XIXe siècle le Troubadour, comte de Poitiers, duc d'Aquitaine et de Gascogne du 25 septembre 1086 à sa mort. Il est également le premier poète connu en langue occitane.

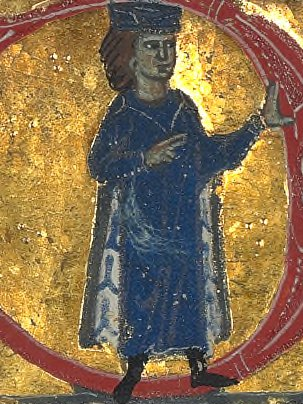
Guillaume de Poitiers.

Il succède à son père Guillaume VIII à l'âge de 15 ans, ce qui lui vaut au début de son règne le surnom de Guillaume le Jeune, qui persista d'ailleurs toute sa vie. Il est aussi le père de Guillaume X et le grand-père d'Aliénor d'Aquitaine.

## Famille
Il est le fils de Guillaume VIII d'Aquitaine et d'Hildegarde (Audéarde) de Bourgogne. La validité du mariage de ses parents est tout d'abord contestée, en raison d'un degré de parenté prohibé par l'Église, et la légitimité de ce premier fils est remise en question. Le duc d'Aquitaine doit se rendre à Rome, auprès du pape Grégoire VII, au printemps 1076, pour plaider sa cause. Finalement en raison d'un risque sérieux de guerre civile, le jeune Guillaume est légitimé par le pape, et si le mariage est officiellement annulé, il se poursuit  toutefois sous une forme morganatique.

## Mariages et descendance
Guillaume est brièvement marié, en 1089, à Ermengarde d'Anjou (fille de Foulques IV le Réchin, comte d'Anjou),,,,, avant d'épouser Philippa de Toulouse (ou Philippie ou Mathilde,,), fille de Guillaume IV, comte de Toulouse, en 1094. De cette seconde union, naissent :
- Guillaume X d'Aquitaine (1099-1137), son héritier ;
- Agnès de Poitiers (1103-1159), mariée à Aimery V de Thouars et à  Ramire II d'Aragon ;
- Raymond de Poitiers (1115-1149), qui règne sur la principauté d'Antioche.

Et quatre autres filles dont on ignore le sort.
Sa descendance illégitime, s'il y en eut, notamment de Dangereuse, n'est pas connue.

## L'apogée de la principauté d'Aquitaine
Il continue à développer l'embryon d'organisation administrative de ses prédécesseurs, avec l'ajout d'un prévôt à Surgères en 1087 et la création d'agents forestiers. Il prend et détruit le château de Blaye au comte Guillaume V d'Angoulême, afin de refréner les entreprises de celui-ci en Saintonge.
Ayant acquis des droits sur Toulouse par sa femme Philippa, il les fait valoir par les armes en prenant Toulouse en 1098. Après l'annonce de la prise de Jérusalem en 1099 par les participants de la première Croisade, Guillaume le Troubadour prend à son tour la croix et part pour la Terre Sainte en 1101. Il reste une année et demie en Orient, à combattre le plus souvent en Anatolie, où il est gravement battu deux fois, notamment aux Monts Taurus.
En 1110, une terrible guerre éclate en Poitou. Guerre de sièges avec son triste lot de ravages et de souffrances, conséquence d'une alliance entre les seigneurs de Partenay et de Lusignan, alliés au comte Foulques le Jeune d'Anjou, trop heureux de s'en prendre au duc. Une trêve est finalement signée. Guillaume est gravement  blessé à la cuisse devant Taillebourg.
En 1113, pour financer sa campagne contre Toulouse, qu'il reprend pratiquement sans combat, Guillaume doit taxer lourdement les biens appartenant aux communautés religieuses. Cette fois c'en est trop et  Pierre II, évêque de Poitiers, décide d'excommunier le duc. Il prononce l'anathème dans la cathédrale de Poitiers, devant un Guillaume furieux. Emprisonné dès le lendemain dans son château de Chauvigny, Pierre décède quelques mois plus tard, gagnant ainsi la sainteté.
En l'absence de Philippia, partie à Toulouse recevoir l'hommage de ses vassaux, Guillaume, revenu en Poitou, rencontre la fille de Barthélémy de l’Isle Bouchard, épouse de son vassal le vicomte Aymeric Ier de Châtellerault, Amalberge ou Amauberge, surnommée Dangereuse ou plus familièrement la Maubergeonne (1079-1151). Il en fait sa maîtresse officielle en 1114 et l'installe dans la tour Maubergeon (appelée ainsi par les Poitevins car occupée par Amauberge) du palais ducal (ou comtal)  de Poitiers, qu'il vient de faire reconstruire après le violent incendie qui l'avait ravagé, . Cette liaison affichée est un scandale permanent qui vaut à Guillaume une nouvelle excommunication de la part du nouveau légat, Girard. Guillaume y répond par une plaisanterie restée célèbre: « Le peigne frisera les cheveux de ton front avant que je ne m'éloigne de la vicomtesse », faisant allusion à la calvitie de Girard,. Philippia, au beau milieu de cette liaison, donne naissance, à Toulouse, à leur dernier fils, Raymond de Poitiers, en 1115. Elle se retire ensuite au Prieuré fontevriste qu'elle a fondé à Lespinasse (Haute-Garonne). Elle y prend le voile, en compagnie d'une de ses filles, Audéarde, et y meurt le 28 novembre 1117 ou 1118,,,,. Guillaume ne sera définitivement relevé de son excommunication qu'en 1118, à la condition de pourvoir à la vacance des évêchés, particulièrement à celle de l'évêché de Poitiers.
En 1120, il participe à un épisode de la Reconquista, accompagné d'une troupe de six cents chevaliers, . Allié au roi de Castille et León, Alphonse Ier d'Aragon dit le Batailleur, il combat pour la conquête du royaume de Valence, remportant notamment la bataille de Cutanda, le 17 juin 1120, .
En 1121, il marie  son fils aîné Guillaume à la fille de sa maîtresse, Aénor de Châtellerault. Il démontre ainsi son attachement envers Dangereuse, à qui il restera fidèle jusqu'à la fin de sa vie, .
En 1123, après un renversement d'alliance, Guillaume est désormais aux côtés de Raimond-Bérenger III de Barcelone contre son ancien allié, le roi d'Aragon .

## Mécène et troubadour lui-même
Guillaume IX d'Aquitaine marque surtout l'histoire en sa qualité d'homme de lettres, qui entretient une des cours les plus raffinées d'Occident.
Il accueille à sa cour le barde Gallois Blédri ap Davidor, qui réintroduit sur le continent l'histoire de Tristan et Iseut.
Il est lui-même un poète, utilisant la langue d'Oc pour ses œuvres, soit des poèmes mis en musique.
C'est le plus ancien poète médiéval, depuis saint Fortunat au VIe siècle (qui réside longtemps à l'abbaye Sainte-Croix de Poitiers), dont des œuvres en langue vulgaire, ni sacrées ni à la gloire de héros guerriers, soient conservées. Ses vers traitent le plus souvent des femmes, d'amour et de ses prouesses sexuelles. On lui attribue onze chansons . Sa poésie est parfois très crue (notamment dans la chanson convenable, lorsqu'il demande à ses compagnons quel cheval il doit monter, d'Agnès ou d'Arsens). Considéré comme un des précurseurs de l'amour courtois (fin' amor en occitan), il est l'un des modèles influents de l'art des troubadours, dont la poésie va devenir plus galante.
Après avoir renoncé à ses nombreuses liaisons , il se consacre à la vicomtesse de Châtellerault(Dangereuse de L'Isle Bouchard), qu'il invoque comme sa dame dans ses poèmes. Sa poésie se fait alors plus courtoise . On évoque aussi à son propos la fondation d'un couvent parodique, dont les nonnes seraient choisies parmi les plus belles femmes du comté. Cette légende noire tout droit sortie de l'imagination « à priori défavorable envers le premier Troubadour » de Guillaume de Malmesbury, n'a d'autre fondement que les préjugés du moine anglo-normand à son encontre . À la bataille de Cutanda, il aurait, toujours selon Guillaume de Malmesbury , combattu avec le corps de sa maîtresse peint sur son bouclier.
Il évoque également la guerre et ses conséquences pour lui : selon Orderic Vital, il raconte sa captivité en Orient de manière plaisante, alors qu'il n'a en réalité jamais été emprisonné au cours de sa croisade , .
Il fait de grosses donations à l'Église, dont certaines pour la fondation de monastères et ajoute un donjon (tour Maubergeon) au palais ducal de Poitiers.
Il meurt le 10 février 1126, de cause inconnue, et est inhumé en l'abbaye Saint-Jean-de-Montierneuf à Poitiers .

### Exemple de chanson
Voici une des œuvres composées par le comte duc, en langue d'oc, en limousin, accompagnée de la traduction française :
Je n'adorerai qu'elle !
| (occitan) Farai chansoneta nueva, Ans que vent ni gel ni plueva : Ma dona m'assaya e-m prueva, Quossi de qual guiza l'am ; E ja per plag que m'en mueva No-m solvera de son liam.                | (français) Je ferai chansonnette nouvelle Avant qu'il vente, pleuve ou gèle : Ma dame me teste, m'éprouve, Pour savoir combien je l'aime ; Et elle a beau me chercher querelle, Jamais je ne renoncerai à elle.               |
| Qu'ans mi rent a lieys e-m liure, Qu'en sa carta-m pot escriure. E no m'en tenguatz per yure, S'ieu ma bona dompna am ! Quar senes lieys non puesc viure, Tant ai pres de s'amor gran fam.       | Je me rends à elle, je me livre Elle peut m'inscrire en sa charte ; Et ne me tenez pour ivre Si j'aime ma bonne dame, Car sans elle je ne puis vivre, Tant de son amour j'ai grand faim.                                      |
| Per aquesta fri e tremble, Quar de tam bon'amor l'am, Qu'anc no cug qu'en nasques semble En semblan del gran linh n'Adam.                                                                        | Pour elle je frissonne et tremble, Je l'aime tant de si bon amour ! Je n'en crois jamais née de si belle En la lignée du seigneur Adam.                                                                                       |
| Que plus es blanca qu'evori, Per qu'ieu autra non azori : Si-m breu non ai aiutori, Cum ma bona dompna m'am, Morrai, pel cap sanh Gregori, Si no-m bayza en cambr'o sotz ram.                    | Elle est plus blanche qu'ivoire, Je n'adorerai qu'elle ! Mais, si je n'ai prompt secours, Si ma bonne dame ne m'aime, Je mourrai, par la tête de Saint Grégoire, Un baiser en chambre ou sous l'arbre !                       |
| Qual pro-y auretz, dompna conja, Si vostr'amors mi deslonja Par que-us vulhatz metre monja! E sapchatz, quar tan vos am, Tem que la dolors me ponja, Si no-m faitz dreg dels tortz q'ie-us clam. | Qu'y gagnerez-vous, belle dame, Si de votre amour vous m'éloignez ? Vous semblez vous mettre nonne, Mais sachez que je vous aime tant Que je crains la douleur blessante Si vous ne faites droit des torts dont je me plains. |
| Qual pro i auretz s'ieu m'enclostre E no-m retenetz per vostre Totz lo joys del mon es nostre, Dompna, s'amduy nos amam. Lay al mieu amic Daurostre, Dic e man que chan e bram.                  | Que gagnerez-vous si je me cloître, Si vous ne me tenez pas pour vôtre ? Toute la joie du monde est nôtre, Dame, si nous nous aimons, Je demande à l'ami Daurostre De chanter, et non plus crier.                             |